# Norrköpings Kvinnliga IK
Norrköpings Kvinnliga IK (NKIK) är en idrottsförening från Norrköping. Den grundades den 15 oktober 1929 och ägnade sig till en början åt flera olika sporter, bland annat friidrott, handboll, bandy, orientering, skidåkning och gymnastik. Numera har man endast verksamhet inom handboll.

## Friidrott

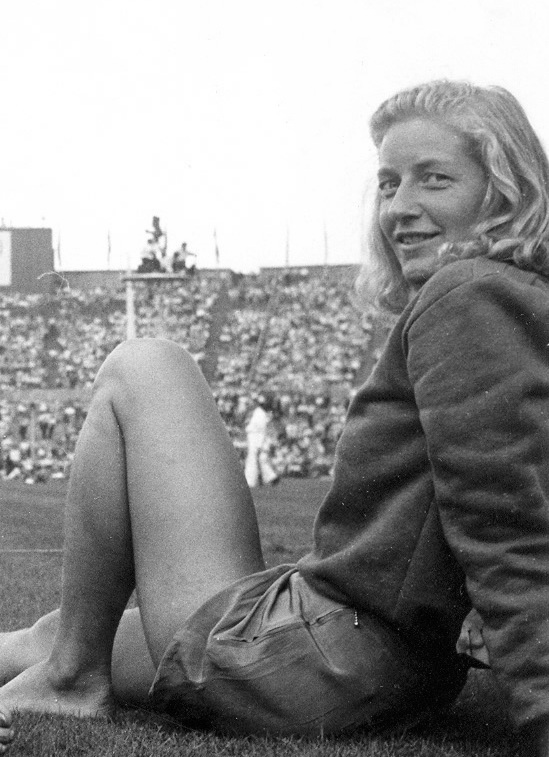
Majken Åberg på 1940-talet.

Flera friidrottare har vunnit SM-guld för klubben:
- Majken Åberg – slungboll 1936 och 1939.
- Gull Wieselgren – kulstötning 1939 och 1942.
- Ingrid Jacobson – 80 meter häck 1943, 1945 och 1946.

Även Alice Ottosson (Karlsson), som vann SM i längdhopp 1935 och 1936, då för IFK Norrköping, representerade senare i karriären NKIK.

## Handboll
NKIK spelade 2002/2003 till 2006/2007 i division 1, till en början med hemvändande proffset Åsa Lundmark som spelande tränare. Lundmark var 2005–2006 endast tränare, och tog därefter plats i styrelsen.